# Чарльз Ґаскойн

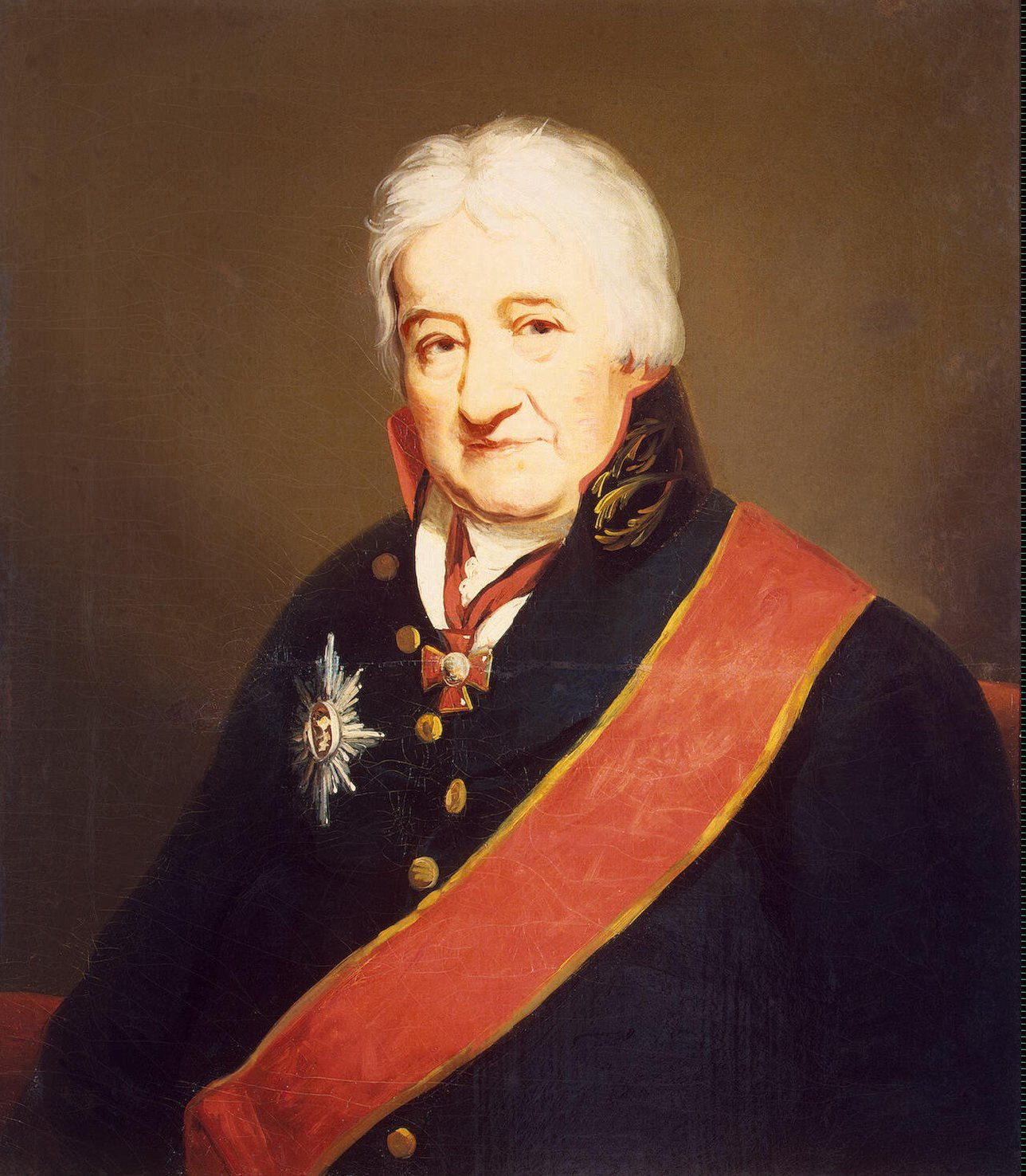
Чарльз Ґаскойн. Портрет роботи маляра Саксона Джеймса.

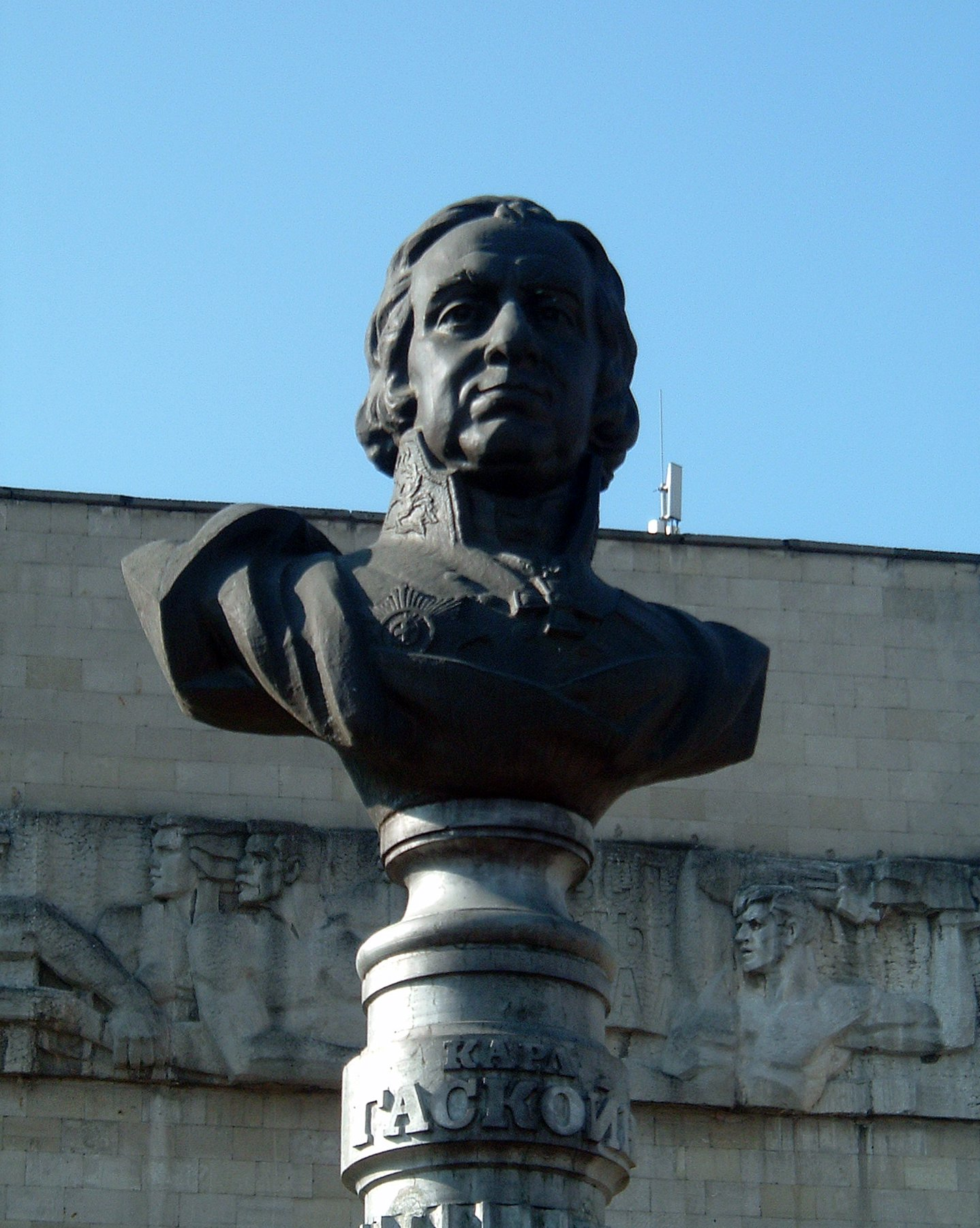
Бюст Чарльзу Ґаскойну в Луганську

Чарльз Ґаскойн (також — Карл Ґаскойн, англ. Charles Gascoigne) (1737 — 1 серпня 1806) — відомий свого часу в Європі спеціаліст з виплавки чавуну та відливки гармат, шотландець за походженням. Ґаскойн є засновником міста Луганськ на сході України

## Життєпис
Його батько — капітан Британської армії, мати — дочка лорда.
Після отримання освіти він за короткий час стає одним із провідних спеціалістів промисловості Англії.
В 32 роки (1769 р.) — він обіймає посаду директора Каронського заводу (Шотландія), провідного за технічними показниками, та одного з найкбільших заводів Європи, що на ньому вперше була застосована пудлінгова метода одержання сталі та було використано відбивні печі для одержання якісної продукції.
У 1789 йому запропонували посаду в Російській імперії. Один із засновників Луганська. Керівник перших на Луганщині шахт та металургійного заводу.

### Ґаскойн і Україна
1794 року провів дослідження східних земель України з метою пошуку місця для спорудження потужного металургійного підприємства, а також розпочав роботи з проєктування заводу. З метою визначення перспектив організації заводу Ґаскойн рушив у тримісячне відрядження Україною. Ґаскойн пише міністру фінансів графу Васильєву: «Донецький і Бахмутський повіти так рясніють ознаками руд, особливо кам'яного вугілля, що їх існування мало бути відомим навіть давнім мешканцям того краю … Серби й угорці, які з сорок років тому в цих місцях поселилися, без сумніву, розуміли якості й можливості використання цієї речовини, тим більше в цьому впевнююсь, що хорвати, тамтешні поміщики при першому моєму огляді тих повітів усі показували мені вугілля, на їх землях винайдене, про яке не тільки вони, але й батьки їх добре знали…»
14 листопада 1795 року вийшов указ Катерини ІІ про будівництво ливарного заводу на річці Лугань і визначений кошторис будівництва — 650 тис. карбованців. Взимку в Петрозаводську було виготовлено необхідну техніку, основні креслення, архітектурні й інженерні рішення були розроблені Ґаскойном особисто й підлягали авторському нагляду. Навесні 1796 року до місця будівництва виїхали Чарльз Ґайскон, перший наглядач майбутнього заводу А. Пікарон, три шотландських інженери й робітники.
Протягом 1796 року в Лисичому байраку була збудована перша в Україні вугільна штольня завглибшки 36,2 м. Пошук і видобуток вугілля для нового заводу провадив англійський інженер Т. Ропер, а з 1797 року шахту очолив А.Сміт. За сім років під його керівництвом були розвідані нові поклади вугілля, розроблені та удосконалені системи їх видобутку. За ініціативи Сміта були збудовані кам'яні казарми для робітників шахти й шпиталь. В ті ж роки Ґ. Шериф спорудив тут першу парову машину. В березні 1799 року на Лисичанських копальнях, вперше в Російській імперії, було виготовлено 19 тисяч пудів кам'яновугільного коксу. Окрім Луганського заводу вугілля постачали також й до Чорноморського флоту.
1799 року поблизу села Городище (зараз Перевальський район Луганщини) було відкрито копальню для видобутку залізної руди. Слід відзначити, що всі копальні, шахти, а також геологічні партії були приписані до Луганського заводу й підпорядковані Ґаскойну. Це сприяло (як і передбачив П. Зубов) інтенсивному розвитку всієї гірничої промисловості регіону. Навіть перші поклади кам'яної солі були знайдені в Донбасі під час проведення накалу під Луганню при будівництві заводу (хоча сіль тут випарювали з води Торських і Бахмутських озер протягом століть).
1798 року Луганський завод розпочав відливку гармат малого калібру з уральського чавуну й металевого брухту, який доставляли з Херсона й Таганрога. На жаль, якість місцевої залізної руди не виправдала сподівань. Для організації ефективної плавки в 1799 р. на Луганський завод прибув відомий ливарний майстер Дж. Вокер, але й він не дав ради місцевим рудам. Конфліктуючи з Вокером, Ґаскойн наполягає на будівництві гамарних печей, і в жовтні 1800 року розпочала свою роботу перша домна України, до того ж чавун був витоплений за допомогою кам'яновугільного коксу. Ядро, граната й бомба, що їх було відлито, урочисто відіслали до Бергколегії, але вони не витримали випробувань, бо чавун виявився низької якості.
До кінця свого життя Ґаскойн вдосконалював луганські домни, проводив досліди по відливу чавуну на коксі з місцевих руд, але, на жаль, зазнав у цьому поразки… Проте не тільки він. Численні невдалі спроби будівництва металургійних заводів в Україні тривали ще близько 70 років.
У 1847—1850 роках був збудований Керченський завод, але він виявився нерентабельним. В 1859 — 61 роках будується Петровський завод поблизу Корсуня, витрачено 462 тис. карбованців, але промислову відливку чавуну організувати не вдалося (у 1867 році підприємство було закрито). В 1870 році споруджено казенного Лисичанського заводу, що також за кілька років було ліквідовано. Таким чином, тільки з 1870-х років з відкриттям багатих залізорудних родовищ поблизу Кривого Рогу й будівництвом ливарних і прокатних заводів Джона Юза, Донбас починає перетворюватися на потужний індустріальний центр. Рушійною силою цих перетворень стають Луганський завод, діяльність Чарльза Ґаскойна та інженерів його команди.
Працюючи на привізній сировині, Луганський завод протягом XIX ст. залишався місцем, де вчилися й формувалися у спеціалістів видатні вітчизняні гірники, металурги й геологи. Тут апробовували нові технології й винаходили складні машини. Саме тут, ще за Ґаскойна, розпочали виробляти першу гірничу техніку й бурове геологорозвідувальне обладнання. Тут продукували унікальне чавунне литво й ажурні ювелірні прикраси…
Колись Чарльз Ґаскойн пророчо стверджував про Донбас:
«…коли цей край відкриється, то з місцевих руд і вугілля можна буде видобувати скільки завгодно заліза високої якості.»